# Otte Ulfsson (Björnram från Västergötland)
Otte Ulfsson (Björnram från Västergötland), född på 1400-talet, död 1457, var en svensk riddare, riksråd och häradshövding.

## Biografi
Otte Ulfsson (Björnram från Västergötland) var son till Ulf. Han nämns första gången 1413 och var då häradshövding i Kinds härad, fram till 1414. Otte Ulfsson var 1430 riksråd och dubbades mellan 1447 och 1449 till riddare. Han dubbades troligen vid Karl Knutssons kröning. Otte Ulfsson avled 1457 och begravdes 22 februari samma år i Vadstena kloster.

### Egendom
Otte Ulfssons sätesgård var troligen Erstavik i Huddinge socken eller en gård i Västergötland. Han ägde gods i Kinds härad och Kullings härad i Västergötland, i Lysings härad och Vifolka härad i Östergötland, i Lagunda härad, Långhundra härad, Olands härad, Rasbo härad, Ulleråkers härad och Ärlinghundra härad och Åkers skeppslag i Uppland.

### Familj
Otte Ulfsson gifte sig 20 juni 1455 med Ingeborg Nilsdotter (Hammerstaätten), dotter till lagmannen och riddare Nils Erengislasson (Hammerstaätten och Märta Magnusdotter (Leopard). De fick tillsammans barnen riddaren Nils Ottason (Björnram från Västergötland) (död 1475), riddaren, riksrådet Erik Ottason (Björnram från Västergötland) och studenten Sten Ottason (Björnram från Västergötland) vid Rostocks universitet.